# Иллюминация

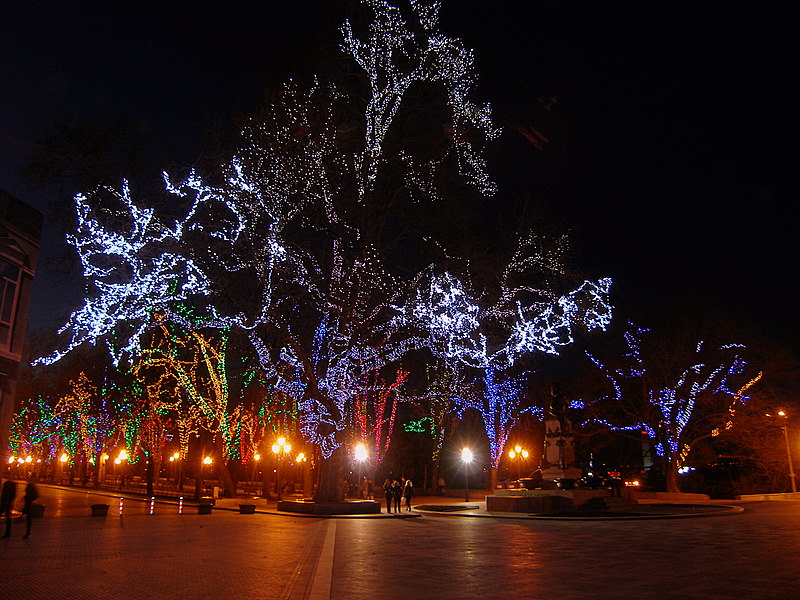
Ночная иллюминация Приморского бульвара (Одесса)

Иллюминация (от лат. illuminato — освещение) — яркое, декоративное освещение зданий, улиц, площадей, сооружений и элементов ландшафта по поводу каких-либо торжеств, а также — техника их светового оформления.
Иллюминация часто используется в сочетании с фейерверками и звуковыми специальными эффектами. Нашла широкое практическое применение в эстетических и рекламных целях. В бытовых условиях для иллюминации чаще всего используют гирлянды из мелких разноцветных лампочек.
Иллюминация довольно давнее явление. В России применялась ещё при Екатерине I (1725—1727 годы). Иллюминация в то время представляла собой горящие бочки, набитые соломой или хворостом; или же просто зажженные кучи смолы или хвороста. Также применялись фонари, шкалики, плошки. Для иллюминации домов зажигали свечи перед аллегорическими картинами, которые вставляли в окна.